# Mariannelund
Mariannelund is een plaats in de gemeente Eksjö in het landschap Småland en de provincie Jönköpings län in Zweden. De plaats heeft 1154 inwoners (2005) en een oppervlakte van 220 hectare.

## Verkeer en vervoer
Bij de plaats lopen de Riksväg 40 en Länsväg 129.
De plaats heeft een station aan de spoorlijn Hultsfred - Nässjö.